# Escola de Armas de Caças da Marinha

O patch concedido aos graduados do NFWS

O Programa de Instrutores de Táticas de Caças de Combate da Marinha dos Estados Unidos (tradução livre de United States Navy Strike Fighter Tactics Instructor program, também conhecido pela sigla SFTI), mais popularmente conhecido como TOPGUN, ensina técnicas e táticas de caças de combate para aviadores navais e oficiais de vôo navais selecionados, que retornam às suas unidades operacionais como instrutores substitutos. Tal programa começou como Escola de Armas de Caças de Combate da Marinha dos Estados Unidos (tradução livre de United States Navy Fighter Weapons School), fundada em 3 de março de 1969, na antiga Estação Aérea Naval Miramar em San Diego, Califórnia . Em 1996, a escola foi fundida no Naval Strike and Air Warfare Center localizado na Naval Air Station Fallon, Nevada .